# Stadion Męczenników Lutego
Stadion Męczenników Lutego (do 2011 roku Stadion im. Hugo Cháveza) – stadion piłkarski w Benina, na przedmieściach Bengazi, w Libii. Został otwarty 5 marca 2009 roku. Może pomieścić 10 550 widzów. Obiekt wykorzystywany jest m.in. przez kluby Al-Ahli Bengazi, Al-Hilal Bengazi i Al-Nasr Bengazi.
Obiekt wyposażony jest m.in. w sztuczną murawę i oświetlenie. Trybuny stadionu otaczają boisko z czterech stron i są w pełni zadaszone.

## Historia
Stadion został uroczyście zainaugurowany 5 marca 2009 roku przy udziale Muhammada al-Kaddafiego, a także m.in. ambasadorów Wenezueli, Egiptu i Syrii. Na otwarcie rozegrano mecz towarzyski pomiędzy reprezentacjami olimpijskimi Libii i Syrii (1:2).
Pierwotnie obiekt otrzymał imię Hugo Cháveza, w 2011 roku, podczas wojny domowej, przemianowano go na Stadion Męczenników Lutego.
25 marca 2021 roku swoje pierwsze spotkanie na tym stadionie rozegrała piłkarska reprezentacja Libii, przegrywając w meczu eliminacji Pucharu Narodów Afryki z Tunezją 2:5. Był to także pierwszy mecz reprezentacji Libii rozegrany na własnym terenie od ponad siedmiu lat (w tym czasie, z powodu trwającego w kraju konfliktu, Libijczycy musieli domowe spotkania rozgrywać na terenie neutralnym). Porażka z Tunezją w tym meczu oznaczała jednocześnie utratę szans Libii na awans do turnieju finałowego.